# Fausto Vera
Fausto Mariano Vera (ur. 26 marca 2000 w Hurlingham) – argentyński piłkarz pochodzenia paragwajskiego występujący na pozycji defensywnego lub środkowego pomocnika, od 2024 roku zawodnik brazylijskiego Atlético Mineiro.
Jego dziadkowie ze strony ojca pochodzą z Paragwaju.